# Coghinas
Coghinas – rzeka na północnej Sardynii, we Włoszech.
Źródła rzeki znajdują się w górach Monti di Alà, nieopodal miejscowości Alà dei Sardi. Uchodzi do Zatoki Asinara, będącej częścią Morza Śródziemnego, w pobliżu miasta Valledoria. W 1927 roku na rzece został utworzony zbiornik retencyjny Lago Coghinas. Rzeka ma 116 km długości, powierzchnię dorzecza o wielkości 2551 km², a średni przepływ rzeki wynosi 18 m³/s.